# Escadron de transport 82 Maine
L'Escadron de transport 82 Maine est une unité de transport de l'Armée de l'air française sur la base de Tahiti-Faa'a.
Héritier des traditions du Groupe Aérien Mixte 82 (GAM 82), créé le 1er mai 1964 à Tahiti, l'escadron est équipé de deux CASA CN-235. 
Une cérémonie sur la base de Tahiti-Faa'a a célébré les 50 ans de l'escadron.

## Historique
La création de l'escadron de transport 82 trouve son origine dans le développement du Centre d'expérimentation du Pacifique (CEP). Le 1er mai 1964, le Groupe aérien mixte 82 est créé à Tahiti-Faa'a, sa fonction était d'assurer le soutien des bases liées aux essais nucléaires. L'unité reprend les traditions et insignes de l'ancienne Escadrille d'Outre-Mer 82 (EOM 82). À sa création, les effectifs sont peu importants, 5 officiers et 22 sous-officiers. Il comprend une escadrille d'avions de transport et de liaison ainsi qu'une escadrille d'hélicoptères. Des détachements d'hélicoptère sont positionnés à Hao et Mururoa.
La création de l'unité entraine la création de la base aérienne 190 le 1er février 1968 pour servir de zone vie et de centre de support.
Les premiers appareils de l'unité, deux Breguet 763 (no 306 et no 307) rachetés à Air France, arrivent à Tahiti le 6 juillet 1964 avec dans leur soute deux hélicoptères Alouette II. Par ailleurs deux autres hélicoptère arrivent par bateau à Mururoa. Le 11 juillet 1964 ce sont deux bimoteurs Piper Aztec qui rejoignent le GAM 82. un quatrième Br.763 (no 311) se pose à Tahiti le 24 décembre. Trois autres Br.763 les rejoignent les 13 février (no 303), 1er juin (no 305) et 4 octobre 1965. Cette même année, 5 autres Alouette II rejoignent le GAM.
Entre 1966 et 1968, six Douglas DC-6 sont affectés à l'unité pour faire face à l'augmentation des transports au profit du CEP. En août 1966, l'un des deux Piper Aztec s’écrase juste avant l'atterrissage. Le 11 septembre 1966, l'unité reçoit son insigne, un crocodile noir et or sur fond bleu ciel, héritant des traditions de l'escadrille de transport outre-mer 82 auparavant stationné à Bamako au Mali. Le second Piper est transféré en octobre 1968 l'escadrille de transport 00.058 aux Antilles. Entre juillet 1966 et avril 1972, les Breguet 763 quittent l'unité et sont progressivement réformés. Le 30 octobre 1967, le GAM 82 reçoit son drapeau lors d'une cérémonie officielle. À partir d'octobre 1967 deux Cessna 411 rejoignent l'unité, suivis par un troisième 2 ans plus tard. En mai 1968, deux Sikorsky H-34 sont affectés au GAM 82.
Début 1973, l'unité retire ses Cessna 411 restants à la suite de la perte de l'un d'entre eux 2 ans plus tôt et à cause de leur faible résistance à la corrosion. En fin d'année, deux Noratlas (no 163 et no 187) arrivent à Faa’a pour pallier le retrait des Breguet 763. Ils repartent en métropole  début 1976. 1976 voit aussi le départ de quatre Alouette II affectées au CEP. Puis à partir de juillet 1976, c'est au tour des DC-6 d'être ré-affectés en métropole.
Le 1er avril 1976, dans un but de standardisation, le COTAM opère un changement de dénomination, le Groupe Aérien Mixte 82 devenant l'Escadron de transport outre-mer 82 (ETOM 82). Le 30 août 1977, l'escadron se voit décerner la médaille de bronze du Service de Santé des Armées en raison de ses années de missions sanitaires.
À la suite du départ de ses différents appareils, l'ETOM se voit affecter trois Caravelle 11R (no 240, no 251 et no 264). Au mois de novembre 1978, d'un DHC-6 Twin Otter au sein de l'unité permet à l'escadron d'intervenir sur les terrains dotés de pistes courtes.
Le 22 juin 1979, l'ETOM 00.082 se voit confier le fanion et les traditions de l'escadron de transport « Maine » qui avait été dissous à Évreux le 1er juillet 1977. Début 1980, l'escadron est scindé en deux escadrilles : l'escadrille avion basée sur la BA 190 de Tahiti Faa’a et l'escadrille hélicoptères stationnée sur la BIA de Mururoa. En 1983, l'ETOM 00.082 est la première unité de l'armée française à mettre en œuvre trois Super Puma depuis Mururoa. En décembre 1986, le Twin Otter quitte l'escadron. Le dernier Super Puma arrive en septembre 1989.
En février 1991, l'un des Super Puma s'écrase lors d'une séance d’entraînement. En attendant de recevoir les deux CASA CN-235 qui doivent remplacer les Caravelle vieillissantes deux C-160 Transall NG sont détachés de juillet 1995 à avril 1996. Les Alouette III sont retirées du service le 31 décembre 1993.  Les Casa arrivent finalement en janvier et mars 1996, entraînant les retour des Transall.
La fermeture du centre d'essai du Pacifique entraîne le déménagement de l'escadrille hélicoptère basé à Hao vers Tahati-Faa'a.
Le 12 septembre 2012, à la suite d'une décision du chef d'état-major de l'armée de l'air, les escadrons de transport d'outre-mer sont renommés escadron de transport, l'ETOM 82 devient l'ET 82.

## Commandants
- 1964-? : commandant Paul Jauffret

...
- Juin 2019- : commandant Rémi Fouchet[4]

## Bases
- Détachement air 190 Tahiti-Faa'a

## Appareils
- 2 CASA CN-235

## Sources
- Historique du Maine.